# Tonklasse
Eine Tonklasse (engl. pitch class) enthält alle Töne, die bestimmte Eigenschaften miteinander teilen. Formal betrachtet ist eine Tonklasse deshalb eine Äquivalenzklasse von Tönen bezüglich eines bestimmten Merkmals. Demnach sind verschiedene Einteilungen der Töne in Tonklassen möglich, je nachdem, welches Merkmal man zugrunde legt.
Im modernen 12-teiligen europäischen Tonsystem werden hauptsächlich drei Arten von Tonklassen unterschieden:
- Tonklassen mit Oktav-Äquivalenz:

Alle Töne, die genau eine reine Oktave auseinanderliegen, gehören in die gleiche Tonklasse. Somit erhält man insgesamt 35 verschiedene Tonklassen:
- unveränderte Stammtöne: A-H-C-D-E-F-G
- um einen Halbtonschritt erhöhte Stammtöne: A#-H#-C#-D#-E#-F#-G#
- um zwei Halbtonschritte erhöhte Stammtöne: Ax-Hx-Cx-Dx-Ex-Fx-Gx
- um einen Halbtonschritt erniedrigte Stammtöne: Ab-B-Cb-Db-Eb-Fb-Gb
- um zwei Halbtonschritte erniedrigte Stammtöne: Abb-Hbb-Cbb-Dbb-Ebb-Fbb-Gbb

Diese Version der Tonklassen wird in der dur-moll-tonalen Musik bevorzugt, da so die Unterscheidung zwischen zwei unterschiedlich geschriebenen Noten auf der gleichen Tonhöhe gewährleistet ist (z. B. Db und C#).

- Die heute meistens verwendete gleichstufige Stimmung ermöglicht die Tonklassen mit sogenannter enharmonischer Äquivalenz. Dabei gehören alle Töne, die mit derselben Frequenz erklingen, in eine Tonklasse. So gehören zum Beispiel die Töne d‘, cx‘ und ebb‘ in dieselbe Tonklasse, weil alle exakt dieselbe Tonhöhe bezeichnen. Hingegen gehört d‘‘ nicht zur gleichen Tonklasse, weil die Tonhöhe nicht mit den anderen Tönen identisch ist.
- Kombiniert man diese beiden, Oktav- mit enharmonischer Äquivalenz, so erhält man zwölf Tonklassen:

1. A   (Gx, Hbb)
2. B   (A#, Cbb)
3. H   (Ax, Cb)
4. C   (H#, Dbb)
5. C# (Hx, Db)
6. D   (Cx, Ebb)
7. D# (Eb, Fbb)
8. E   (Dx, Fb)
9. F   (E#, Gbb)
10. F# (Ex, Gb)
11. G   (Fx, Abb)
12. G# (Ab)

Diese Version wird in der atonalen Musik bevorzugt.

Sinnvoll sind Tonklassen, wenn man über bestimmte Funktionen sprechen will, die ein Ton unabhängig von seiner Tonhöhe erfüllen kann (z. B. als Leitton innerhalb einer Tonart).